# 釋道融 (東晉)
釋道融，汲郡林慮（今河南林州）人，鳩摩羅什弟子，东晋时期佛教高僧，有弟子三百人。圓寂於彭城，享壽七十四。對《法華經》、《維摩詰經》、《大品般若經》、《金光明經》等經典著有注疏。

## 簡介
幼年為神童，十二歲時剃髮出家，師父喜歡他的精神、風采，所以讓他先研讀儒家經典，要他去借一本《論語》。但他卻沒有帶回寺來。師父一問，他自稱已經背熟了，於是師父也去借了一本《論語》來考他，果然背得不差一字。
四處參訪名師，三十歲時，到達關中求問於鳩摩羅什，鳩摩羅什認為道融很聰明優秀，向秦王姚興推薦道融參加經書的翻譯，鳩摩羅什翻譯了《菩薩戒本》與《中論》，都讓道融講解，鳩摩羅什覺得道融從頭到尾都講得很完善。於是鳩摩羅什又重新翻譯《法華經》，讓道融講解，認為道融講解太有道理了，鳩摩羅什稱讚道：“佛法的興盛，就靠道融這個人啊！”
後來由師子國（今斯里蘭卡）來了一位婆羅門大師，他打算傳教，於是巴結姚興，要求與佛教徒論議，姚興應允。當時僧人都畏懼不前，鳩摩羅什又鼓勵道融應戰。姚興親自主持這場辯經大會，道融口才甚佳，把婆羅門的論點一一駁倒。婆羅門於是改口炫耀自己的博學，道融馬上列出了婆羅門研究過的書籍，原來道融老早就派人去找出婆羅門讀過的書了，還把那些書一一背誦下來，道融還告訴婆羅門，自己讀的漢地經書是他的三倍之多，鳩摩羅什消遣婆羅門說：「您沒聽說我們大秦的人都很博學多聞麼？怎麼隨便就來此挑戰！」婆羅門只好服輸，向道融禮拜，幾天後離去。